# Pinkpop 2008
Pinkpop 2008 werd gehouden op 30 en 31 mei en 1 juni 2008 op het evenemententerrein Megaland. Het was de 39e editie van het Nederlands muziekfestival Pinkpop en de 21e in Landgraaf. Het festival werd voor het eerst in de geschiedenis niet tijdens het Pinksterweekend gehouden, omdat die datum te ver van de overige Europese festivals zou zitten. De headliners bestonden uit Metallica, Foo Fighters en Rage Against the Machine. Pinkpop 2008 was met 94.000 unieke bezoekers de drukst bezochte Pinkpop-editie ooit.

## Aanloop

### Wijziging datum en headliners

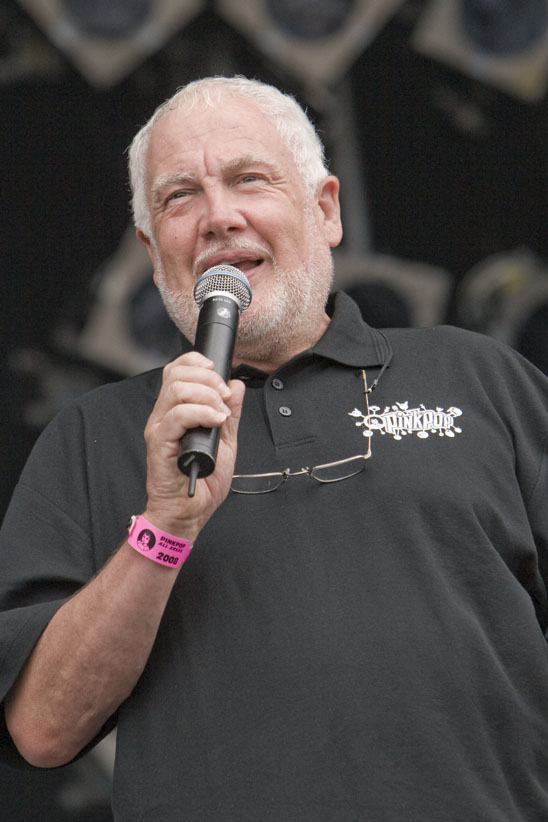
Jan Smeets op Pinkpop 2008

In augustus 2007 maakte Jan Smeets bekend dat Pinkpop 2008 voor het eerst niet in het Pinksterweekend wordt gehouden. Pinksteren in 2008 viel op 11 en 12 mei, een datum waarop vele buitenlandse acts nog niet aan het toeren zijn. Smeets: "Van de grote namen in de popmuziek is er dan nog niemand beschikbaar. Bij Rock am Ring zeggen ze nu met een kwinkslag dat Pinksteren volgend jaar in de winter valt. Het weer is dan nog veel te onbetrouwbaar. Een programma valt er altijd wel te maken, maar echte groten zoals Radiohead vliegen niet zo maar even op en neer. Die hebben een heel festivalprogramma voor de zomer. En dat begint voor de meesten pas in juni."
Smeets besloot in overleg met de Rock am Ring-organisatie Pinkpop te verplaatsen naar 30 en 31 mei en 1 juni. Als argument vertelde Smeets dat "onderzoek heeft uitgewezen dat de naam Pinkpop sterker is dan het feit dat we ons festival per se tijdens het Pinksterweekend organiseren". Een andere consequentie was dat het festival niet op zaterdagmiddag begon en op maandagavond eindigde, maar van vrijdagavond tot zondagavond duurde. Zo kregen alle festivalgangers op vrijdag de tijd om naar Landgraaf af te reizen.
In december 2007 werden de eerste headliners van het festival bekend: Foo Fighters en Rage Against the Machine. Het aantrekken van Rage Against the Machine, dat al drie keer eerder op Pinkpop speelde, was een gezamenlijke actie van Pinkpop en Rock am Ring. Smeets hoopte met deze twee headliners "zeker 60.000 toeschouwers te zullen trekken". Een week later werd ook de laatste headliner Metallica bevestigd. Zij accepteerden een twee uur-durende set als afsluiter voor de vrijdagavond. Smeets had enkele jaren geleden beweerd dat Metallica nooit op Pinkpop zou verschijnen: "Dat ik ze niet wilde boeken, had vooral met het voor Pinkpop-begrippen onrealistische eisenpakket te maken. Zij hebben dat zodanig aangepast, dat de band nu wel in aanmerking komt voor Pinkpop. Ik ben ook ontzettend blij dat we een band van deze naam en faam hebben." Naar verluidt werd voor Metallica één miljoen euro neergelegd.
Voor de traditionele persconferentie lekten er nog enkele namen uit. In januari maakte Metro bekend dat Counting Crows op 1 juni ging spelen. De eerste Nederlandse bands die bevestigd werden, waren Racoon en Moke. In Limburg werd de talentenjacht 'Nu of Nooit' gehouden, waarbij de inzet een plek als opener voor het Pinkpop-festival was. De competitie werd gewonnen door SAT2D. Naast Pinkpop mochten ze ook optreden tijdens de persconferentie in Paradiso.

### Persconferentie en afzeggingen
Op 13 februari vond de traditionele persconferentie plaats. De namen die Smeets bekendmaakte waren onder andere Kaiser Chiefs, Editors, Queens of the Stone Age en The Verve. De line-up was echter nog niet compleet; Smeets was op het moment van de persconferentie nog in onderhandeling met enkele acts. Later werden onder andere Alanis Morissette, Stereophonics en Chris Cornell geboekt. De laatste toevoeging was From First To Last, die Smeets een "cadeautje voor het publiek" noemde. De voorverkoop startte op 16 februari. Dagkaarten kostten 69 euro, ongeacht welke dag (in het verleden was de eerste festivaldag goedkoper). Een 3-dagenkaarten (passe-partout) kostte 129 euro; dit was inclusief camping. Vier dagen later waren alle 40.000 3-dagenkaarten uitverkocht. Smeets: "Dit is een absoluut record dat we in 39 jaar geschiedenis met Pinkpop nog nooit eerder hebben meegemaakt en ik waarschijnlijk bij leven ook nooit meer zal meemaken".
In maart vond de eerste afzegging plaats: Novastar moest vanwege opgelopen vertragingen in de opnames van hun nieuwe album hun optreden annuleren. Zij werden vergangen door Eagles of Death Metal. Eind maart zei ook Chris Cornell af vanwege werkzaamheden in de studio. Naast Pinkpop annuleerde Cornell ook zijn hele Europese toer. Hij werd vervangen door het Noorse Animal Alpha.

## Samenvatting

### Vrijdag 30 mei

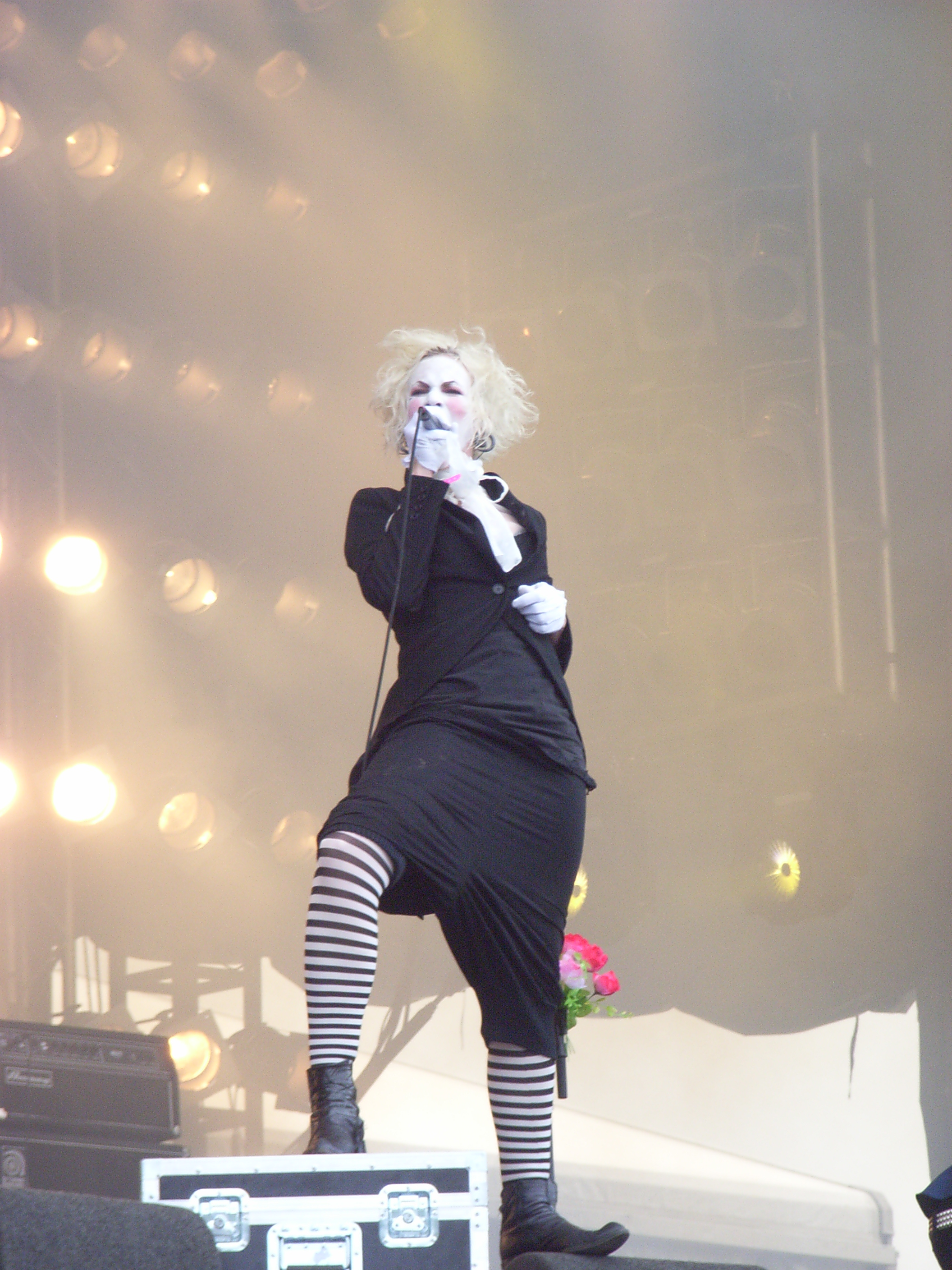
Animal Alpha op Pinkpop 2008

Bezoekers die op de eerste dag via de snelweg naar Landgraaf reden, hadden te maken met een opstopping, waardoor de N299 en de lokale wegen overvol raakten. Ook het weer werkte niet mee; de middag begon met zware regenbuien. Het festival werd officieel geopend door Giel Beelen, die dat deed door het doorknippen van de das van staatssecretaris Frans Timmermans. Op de mainstage waren Flogging Molly en Incubus te zien. Incubus kreeg van 3VOOR12 voor het optreden een positieve review: "Wie ook voor de peper heeft gezorgd, halverwege de set is Incubus die band die ze al dertien jaar zijn: een ijzersterke live band, die op gelijke hoogte staat met Pearl Jam en Red Hot Chili Peppers."
De afsluiter voor vrijdag was Metallica. Die band werd per helikopter ingevlogen, waardoor er een speciale landingsplek moest worden gecreëerd. Smeets: "Daar kunnen ze om de beurten met de helikopter landen. Met politie-escorte en limo’s zullen ze via een sneaky weg naar het terrein rijden. Na afloop moeten ze direct weer weg, met de helikopter naar Luik. Dat is de enige plek waar ook ‘s nachts gevlogen mag worden. Ze moeten namelijk als een speer naar Madrid, waar ze de dag erna spelen.” Ook werd een veld dat tijdens Pinkpop Classic 2008 gebruikt werd door Roger Waters, omgedoopt tot 'Metallica Village'. Smeets na afloop van het concert over Metallica: "Dat is een bombastische show, onwaarschijnlijk. Je zag heel duidelijk: dit is een stadiongebeuren, zestigduizend mensen gingen echt volledig uit hun dak."

### Zaterdag 31 mei
De tweede dag had wat buien, maar was overwegend droog. Amy MacDonald kreeg tijdens haar optreden een Gouden plaat voor haar album This Is the Life. MacDonald was vanwege een fout geboekte vliegtuig te laat voor haar optreden. Editors kwamen hierdoor ook later op het podium. Lovende kritieken waren er voor het optreden van Voicst. De show bevatte een gastoptreden van Kypski, er werd door zanger Tjeerd Bomhof gecrowdsurfd in een opblaasboot en Pete Philly & Perquisite gaven tijdens "Everyday I Work on the Road" een uitvoering van "Dazzled Kids" terwijl de Voicst-bandleden minutenlang stil bleven staan. 3VOOR12 gaf het optreden een 9.
Het hoogste cijfer (een 10) was er voor Justice: "Dus wat gebeurt er: de aanwezige jongens, meisjes, dames, heren en alles wat zich buiten deze hokjes begeeft versmelten in een spannend kolkende Bermudadriehoek. Een gevarenzone waar zweet, geil, alcohol, adrenaline, emotie en onvoorwaardelijke overgave de tent even doet zweven. Wanneer tegen het einde van het optreden Klaxons' "Atlantis To Interzone", Soulwax' remix van "Phantom II" en Simians "Never Be Alone" met elkaar in botsing worden gebracht is zelfs de laatste scepticus voor de bijl."

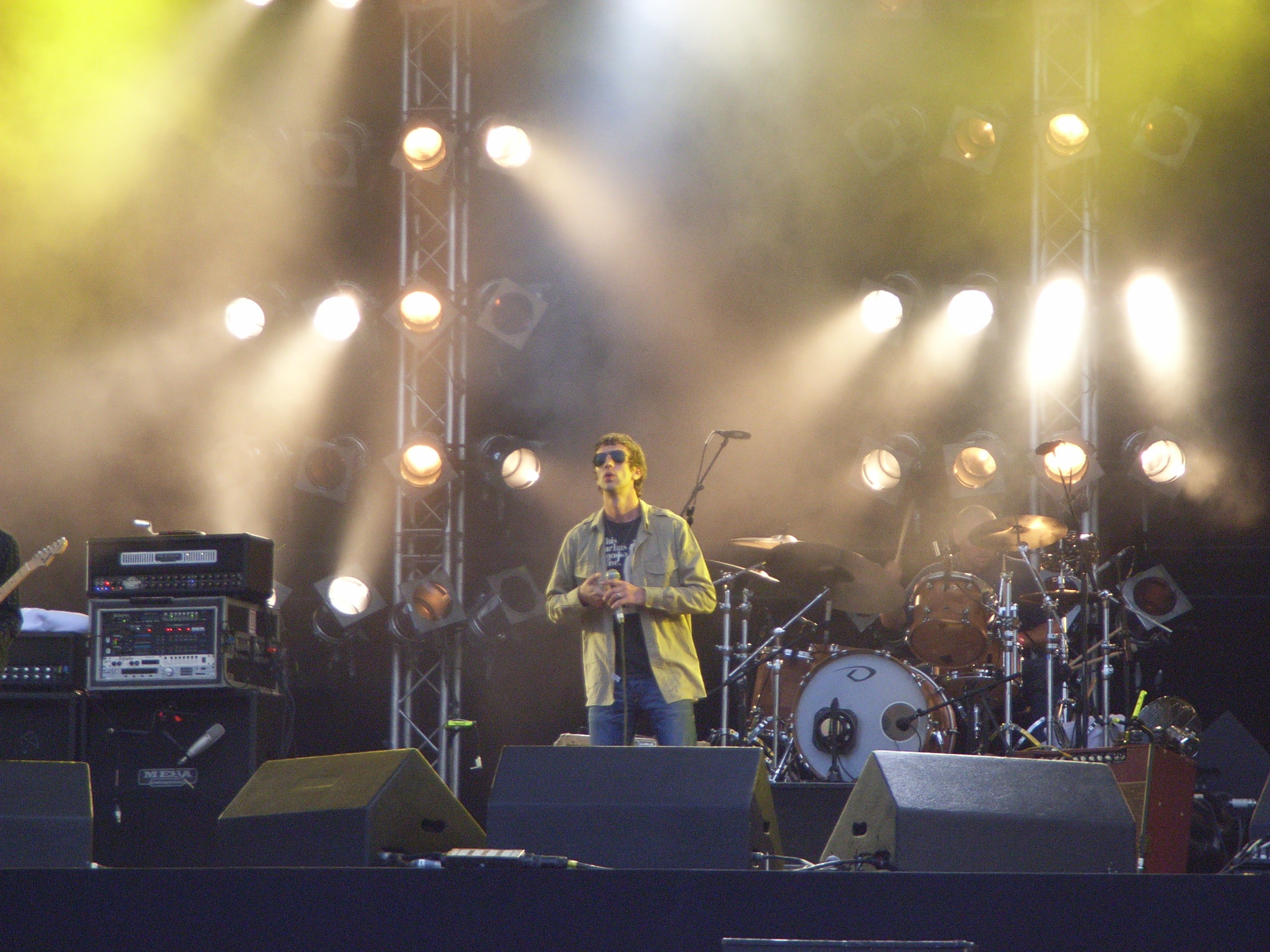
The Verve op Pinkpop 2008

De afsluiter van de zaterdag is Foo Fighters. Recencist Atze de Vrieze: "Halverwege wordt een bluesjam ingezet, opgedragen aan de Eagles of Death Metal. Bij "Stacked Actors" gaan de remmen helemaal los. Een drumsolo zowaar. Is eigenlijk verboden terrein, maar als je zo goed kunt drummen als Taylor Hawkins mag het. Nu begint de band echt los te komen van de grond. Er worden risico's genomen, je weet als toeschouwer niet wat je te wachten staat. Grohl doet "Everlong" in zijn eentje, Skin and Bones met viool, percussie en piano. (...) Na een vrij normale start worden langzaam alle registers opengetrokken. Dave Grohl is geen briljante songschrijver, maar wel een uitzonderlijk muzikant en een charismatische bandleider. En zo valt het eindoordeel veel hoger uit dan de som der delen."

### Zondag 1 juni
De derde en laatste dag bevatte wisselvallig weer, met ongeveer 22 graden. Queens of the Stone Age zette op het hoofdpodium volgens 3VOOR12 een solide optreden neer: "Weet je wat, we knallen er gewoon meteen in. Amper vijf minuten onderweg, midden in single "Sick Sick Sick", liggen alle kaarten op tafel: QOTSA is vanavond strak, hard en onwrikbaar. Met een geweldige nonchalance wordt een solide geluidsmuur gebouwd. Vaak met een repeterende baslijn als basis, daar overheen twee gitaren en toetsen, soms drie gitaren."
Tijdens het Rage Against the Machine-optreden werden net zoals in 1994 trillingen in de grond gemeten door het KNMI. Hun optreden werd niet zo goed beoordeeld als de overige headliners; 3VOOR12 gaf het optreden een 6: "Je kunt eigenlijk wel stellen dat vanavond het zorgvuldig opgebouwde en geregisseerde hoogtepunt van 40 jaar festivalcultuur had moeten worden. De ultieme beukact ever is back baby!! Maar het lukt maar deels. Het publiek gaat na bijna anderhalf uur weliswaar meer dan tevreden naar huis, maar muzikaal was het eigenlijk een schamele vertoning en moesten de vier het toch echt afleggen tegen Metallica of Queens of The Stone Age."

## Media
Het evenement werd gepresenteerd door Giel Beelen en Eric Corton. Radiozender 3FM deed met onder andere diskjockeys Beelen, Michiel Veenstra en Edwin Diergaarde in het weekend verslag van Pinkpop. Op zaterdagavond en zondag zonden ze live uit vanaf het festivalterrein. Daarbij kwamen artiesten zoals Gavin DeGraw en Moke naar de 3FM-studio om een kleine live-optreden te geven. 3VOOR12 volgde het evenement via hun website, waar (live) radio- en videofragmenten te vinden waren. Opnamen van optredens en interviews waren integraal ook te zien op Nederland 2 en 3.

## Tijdschema

### Vrijdag 30 mei
| Tijd  | Mainstage      | 3FM Stage (noord) | GM Next Stage (tent) |
| ----- | -------------- | ----------------- | -------------------- |
| 16:00 |                | SAT2D             | From First To Last   |
| 16:30 | Flogging Molly |                   |                      |
| 17:00 | Flogging Molly |                   |                      |
| 17:30 |                | Animal Alpha      | Jonathan Davis       |
| 18:00 |                | Animal Alpha      | Jonathan Davis       |
| 18:30 | Incubus        |                   |                      |
| 19:00 | Incubus        |                   |                      |
| 19:30 |                | Alter Bridge      | Porcupine Tree       |
| 20:00 |                | Alter Bridge      | Porcupine Tree       |
| 20:30 | Metallica      |                   |                      |
| 21:00 | Metallica      |                   |                      |
| 21:30 | Metallica      |                   |                      |
| 22:00 | Metallica      |                   |                      |

### Zaterdag 31 mei
| Tijd  | Mainstage     | 3FM Stage (noord)     | GM Next Stage (tent) |
| ----- | ------------- | --------------------- | -------------------- |
| 13:00 |               | Air Traffic           | Blood Red Shoes      |
| 13:30 | Moke          | Air Traffic           | Blood Red Shoes      |
| 14:00 | Moke          |                       |                      |
| 14:30 |               | Bad Religion          | Voicst               |
| 15:00 |               | Bad Religion          | Voicst               |
| 15:30 | KT Tunstall   |                       |                      |
| 16:00 | KT Tunstall   | Eagles of Death Metal | Amy MacDonald        |
| 16:30 |               | Eagles of Death Metal | Amy MacDonald        |
| 17:00 | Editors       |                       |                      |
| 17:30 | Editors       |                       |                      |
| 18:00 |               | Stereophonics         | Justice              |
| 18:30 |               | Stereophonics         | Justice              |
| 19:00 | Kaiser Chiefs |                       |                      |
| 19:30 | Kaiser Chiefs |                       |                      |
| 20:00 |               | The Verve             | Groove Armada        |
| 20:30 |               | The Verve             | Groove Armada        |
| 21:00 | Foo Fighters  |                       |                      |
| 21:30 | Foo Fighters  |                       |                      |
| 22:00 | Foo Fighters  |                       |                      |

### Zondag 1 juni
| Tijd  | Mainstage                | 3FM Stage (noord)   | GM Next Stage (tent) |
| ----- | ------------------------ | ------------------- | -------------------- |
| 12:00 | Fiction Plane            |                     |                      |
| 12:30 | Fiction Plane            | The Wombats         | Patrick Watson       |
| 13:00 |                          | The Wombats         | Patrick Watson       |
| 13:30 | Gavin DeGraw             |                     |                      |
| 14:00 | Gavin DeGraw             |                     |                      |
| 14:30 |                          | Cavalera Conspiracy | Kate Nash            |
| 15:00 |                          | Cavalera Conspiracy | Kate Nash            |
| 15:15 | Racoon                   |                     |                      |
| 15:45 | Racoon                   |                     |                      |
| 16:15 |                          | The Hives           | Pete Murray          |
| 16:45 |                          | The Hives           | Pete Murray          |
| 17:15 | Alanis Morissette        |                     |                      |
| 17:45 | Alanis Morissette        |                     |                      |
| 18:15 |                          | Serj Tankian        | Saybia               |
| 18:45 |                          | Serj Tankian        | Saybia               |
| 19:15 | Queens of the Stone Age  |                     |                      |
| 19:45 | Queens of the Stone Age  |                     |                      |
| 20:15 |                          | Counting Crows      | Roisin Murphy        |
| 20:45 |                          | Counting Crows      | Roisin Murphy        |
| 21:15 | Rage Against the Machine |                     |                      |
| 21:45 | Rage Against the Machine |                     |                      |
| 22:15 | Rage Against the Machine |                     |                      |

## Feesten & Films

### Campingfeesten vrijdag: Camping A
- 23:00-01:00 • dj's Mad (Ed) & Arnold
- 01:30-03:00 • live: dj LOUD-EDancetent

### Campingfeesten vrijdag: Camping B
- 23:00-01:00 • dj's L-Ende , Dab
- 01:00-01:30 • live: The Opposites
- 01:30-03:00 • dj's L-Ende , Dab

### Openluchtfilms vrijdag
- 22:00 • Sweeney Todd: The Demon Barber of Fleet Street
- 00:00 • Cloverfield

### Campingfeesten zaterdag: Camping A
- 23:00-03:00 • Dj Koorts & friendDancetent

### Campingfeesten zaterdag: Camping B
- 23:00-01:00 • de Gemene Mixmeesters
- 01:00-01:30 • live: Kubus & BangBang
- 01:30-03:00 • de Gemene Mixmeesters

### Openluchtfilms zaterdag
- 22:00 • Jumper
- 00:00 • Harold & Kumar Escape from Guantanamo Bay

## Fotogalerij Pinkpop 2008

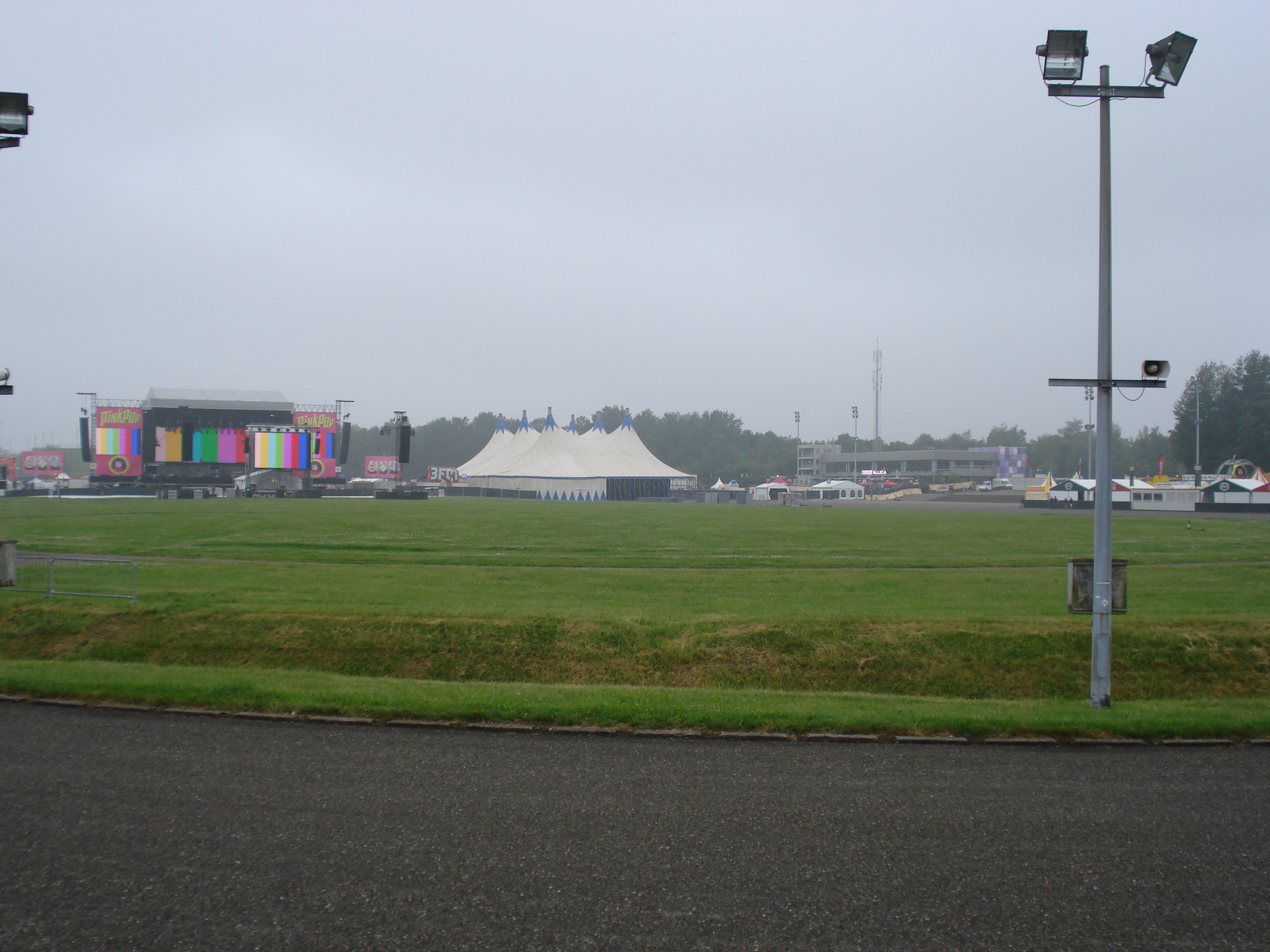
Het hoofdpodium, de GM Stage en de ingang.
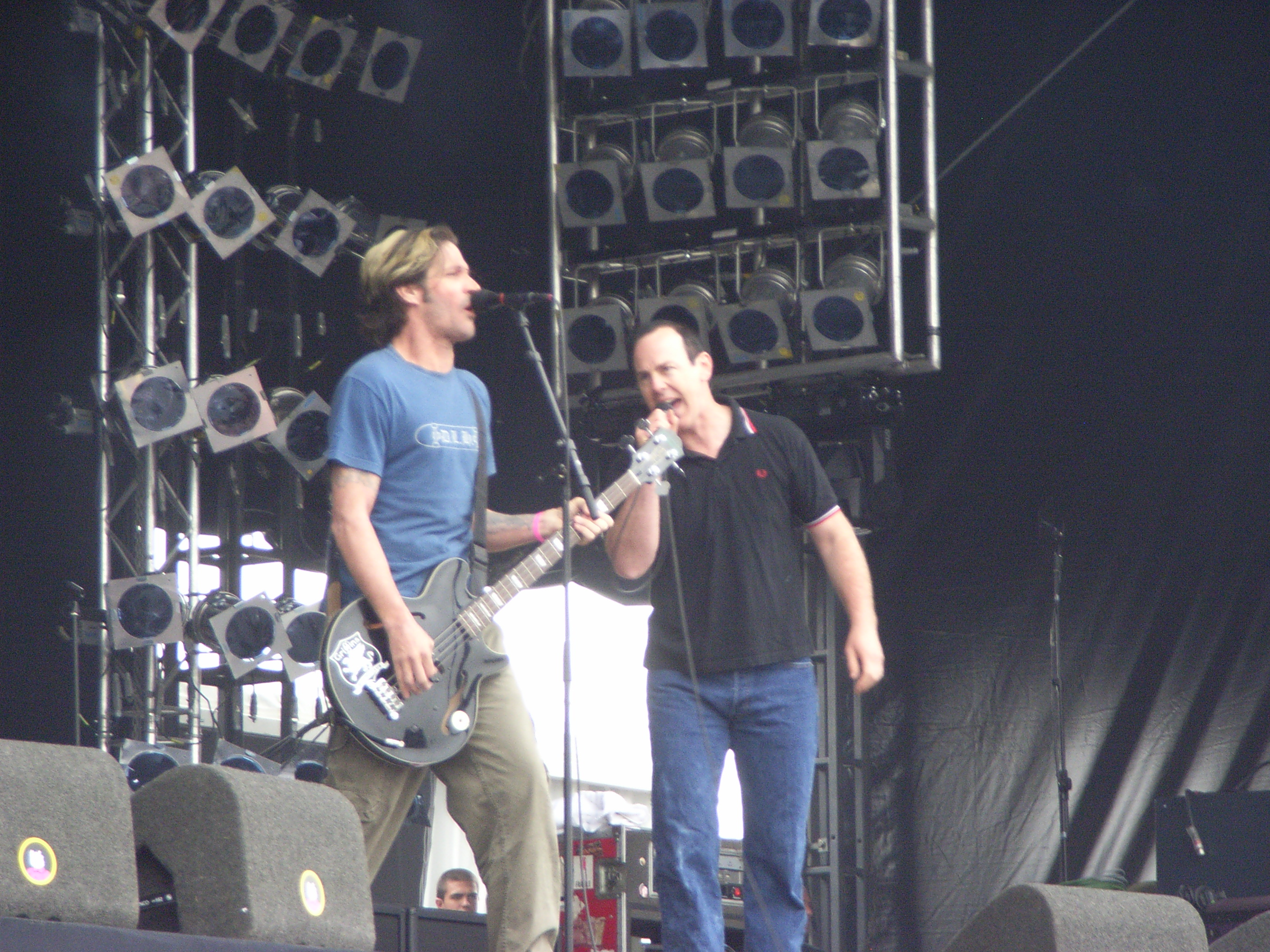
Bad Religion
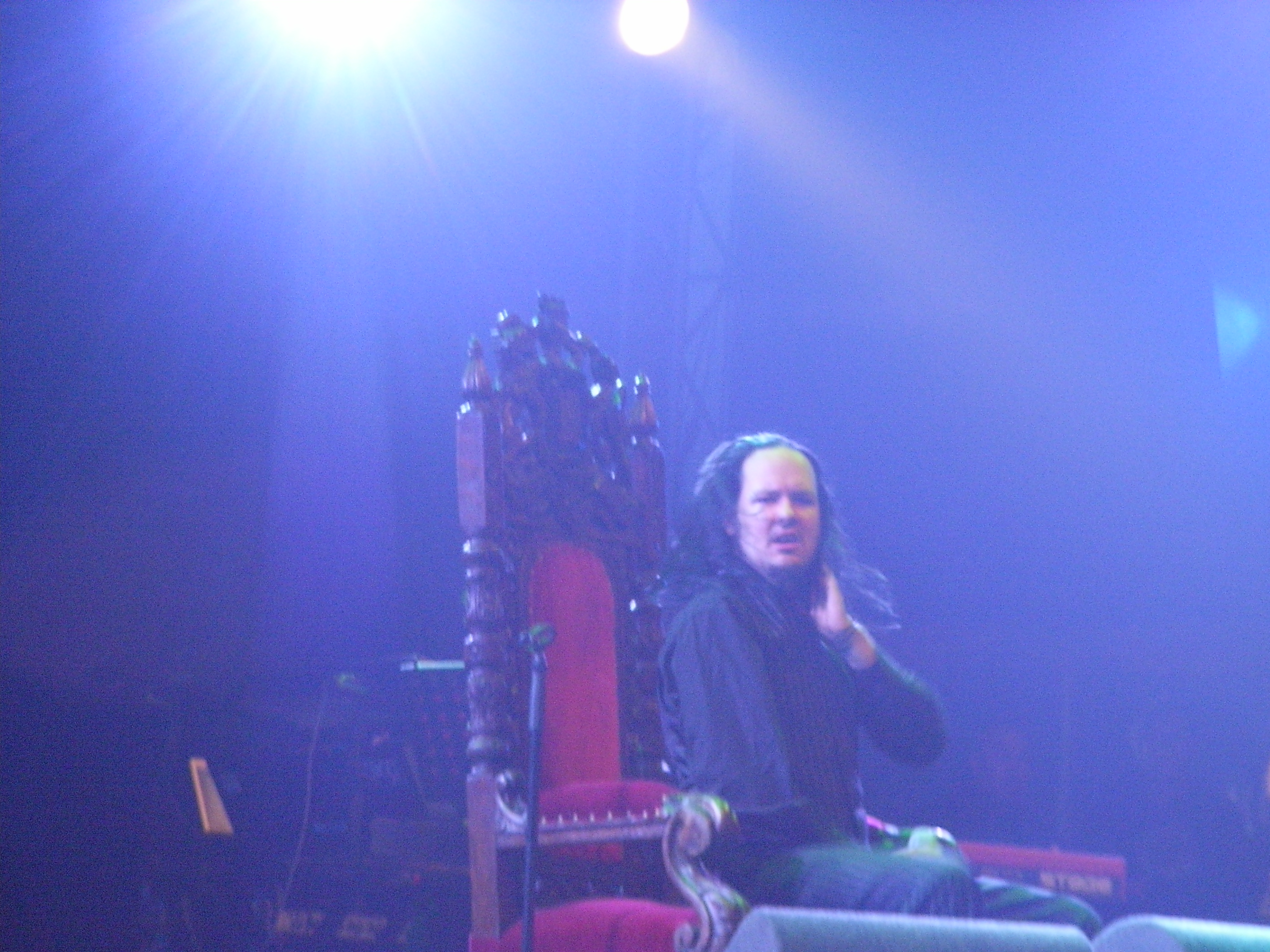
Jonathan Davis
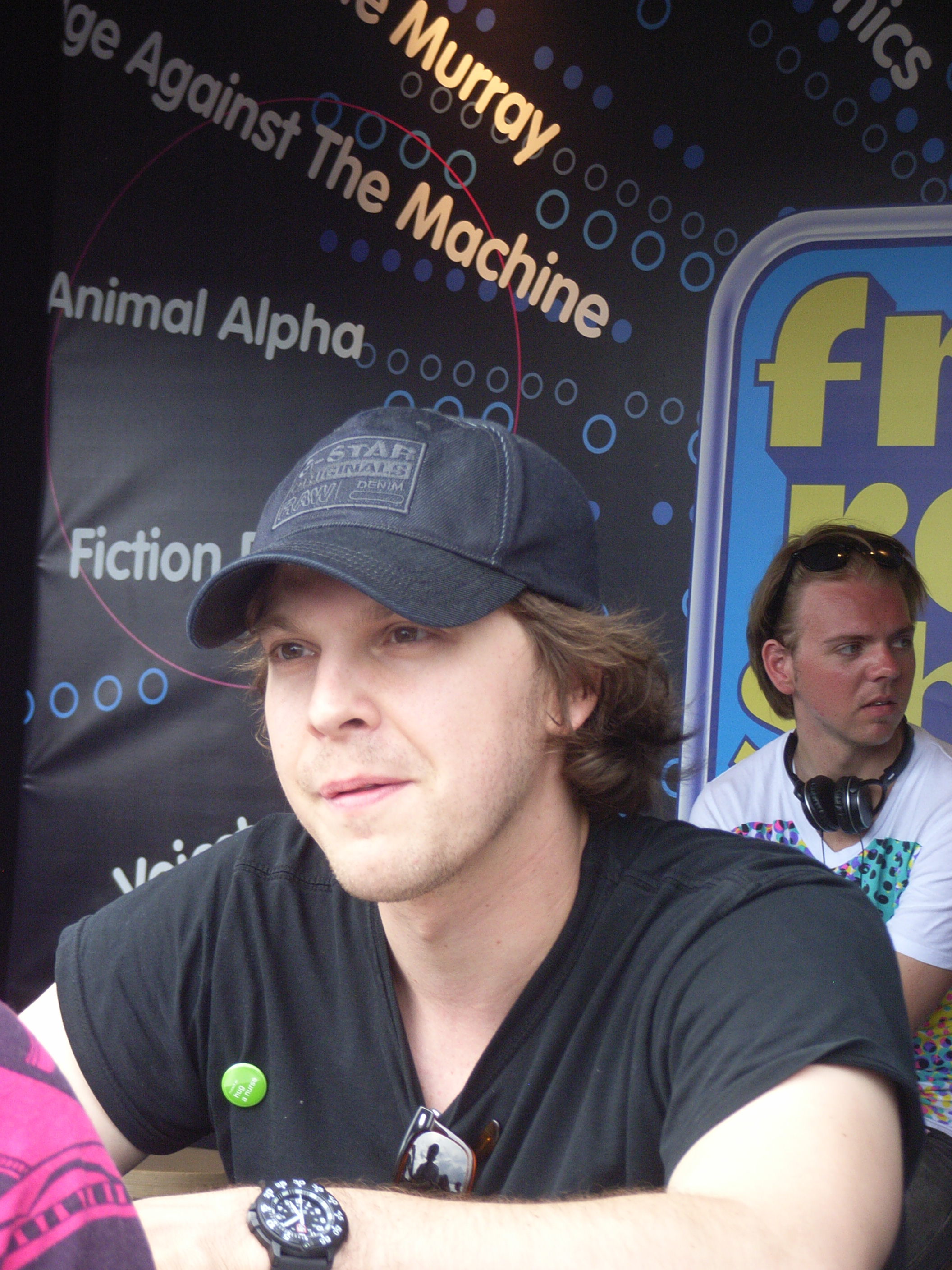
Gavin DeGraw
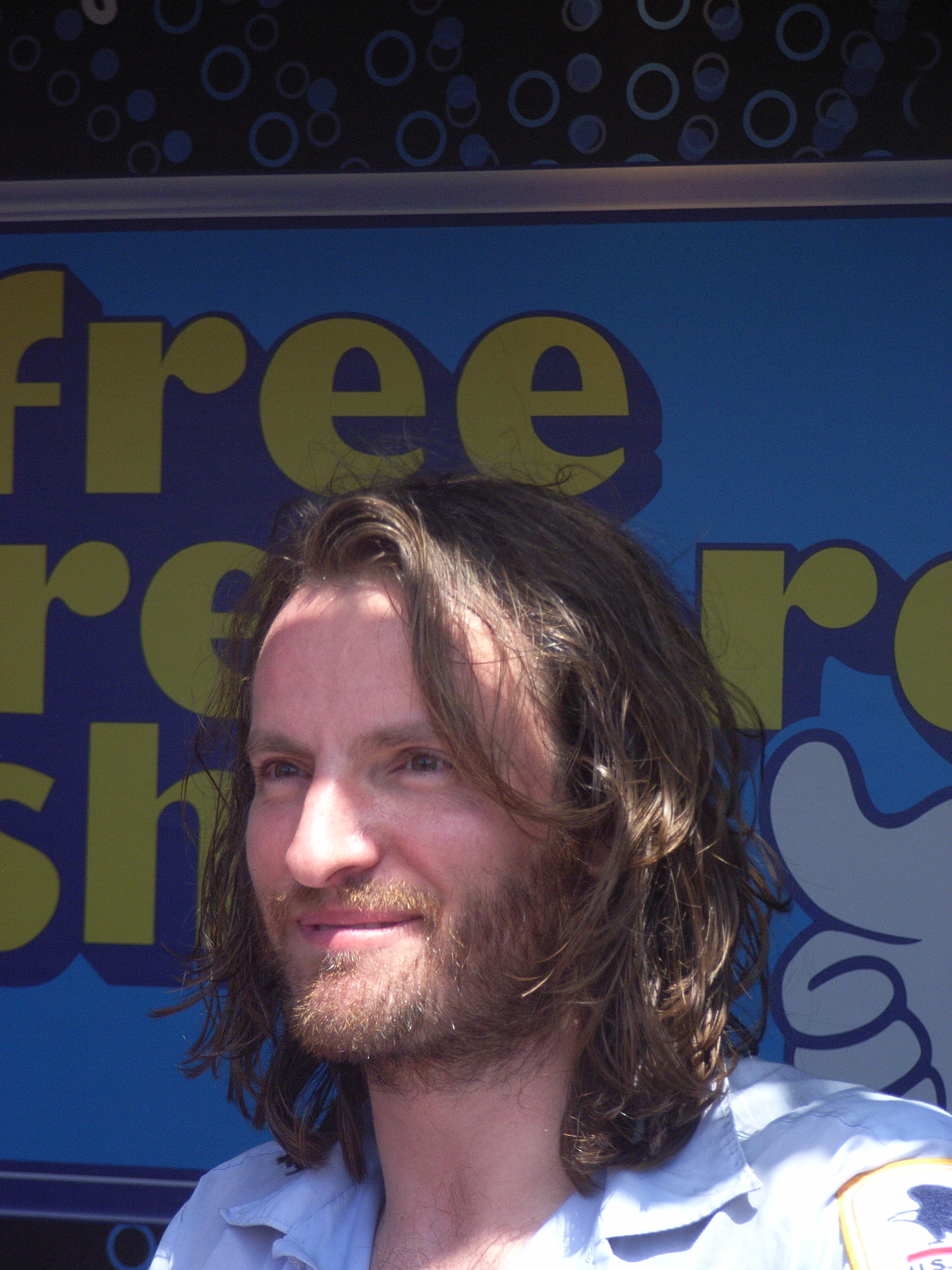
Joe Sumner van Fiction Plane
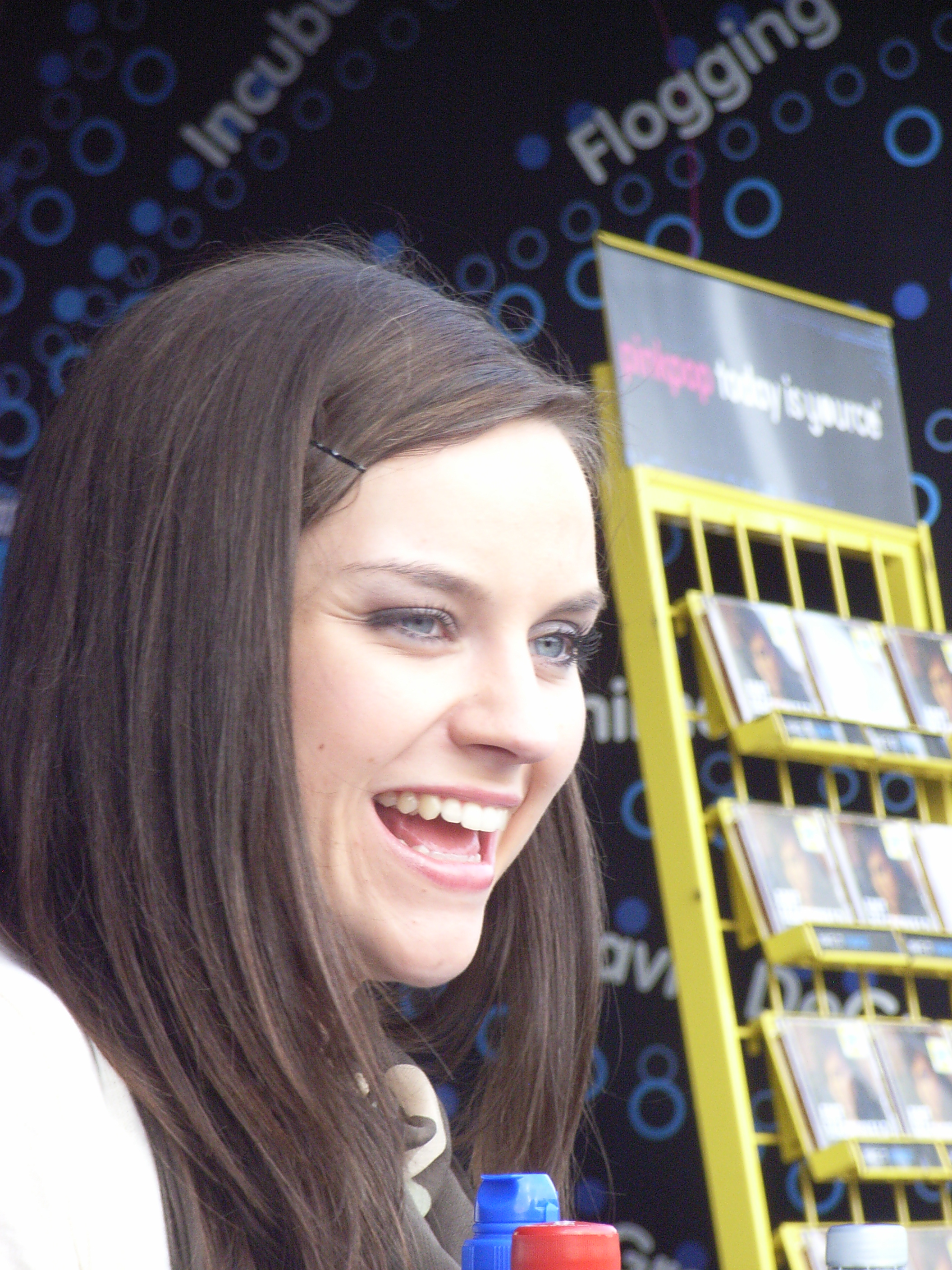
Amy MacDonald
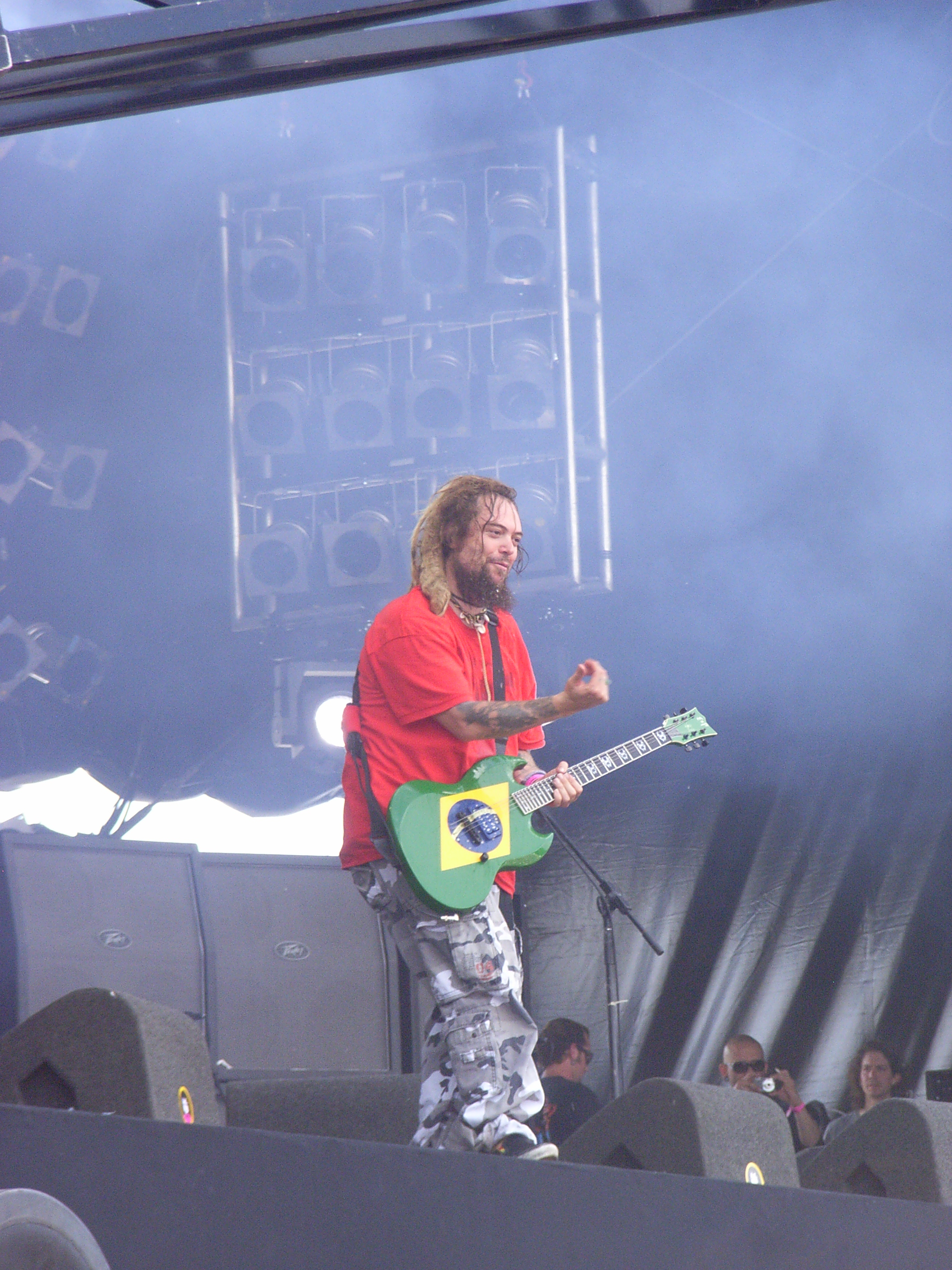
Max Cavalera van Cavalera Conspiracy

## Nasleep
Pinkpop 2008 trok ruim 90.000 toeschouwers. Op vrijdag waren er 60.000 bezoekers, zaterdag waren er 58.000 en zondag 64.000.
Volgens de politie werden er 25 man gearresteerd voor onder andere openbare dronkenschap of drugsbezit. Ongeveer 200 mensen lieten zich voor kleine zaken behandelen bij de EHBO. Diefstal uit tenten kwam in vergelijking met vorig jaar bijna niet meer voor. De organisatie had daarvoor maatregelen genomen, zoals hekken en beveiliging.
Jan Smeets, die dit jaar acht miljoen euro aan het evenement had uitgegeven (waarvan de helft aan de line-up), was tevreden: ""Hoe ga ik dit ooit overtreffen met de 40ste Pinkpop? Een bijna onmogelijke opgave. (...) Er is mij het een en ander opgedrongen door de programmacommissie. Je kunt tegenwoordig geen festival meer organiseren met het budget dat ik in mijn hoofd had."